# Hoffeld, Rendsburg-Eckernförde
Hoffeld là một đô thị thuộc quận Rendsburg-Eckernförde, bang Schleswig-Holstein.